# コロンビア・オープン
コロンビア・オープン（Colombia Open）は、かつてコロンビア・ボゴタで開催されていたATPワールドツアー・250のテニストーナメントである。2012年で終了したファーマーズ・クラシックに替わり2013年から復活した
が、2015年で終了した。

## 大会歴代優勝者
| ATPチャレンジャーツアー |
| ATPワールドツアー       |

### シングルス
| 年                | 優勝者                 | 準優勝者                   | 決勝結果                |
| ----------------- | ---------------------- | -------------------------- | ----------------------- |
| 2015              | バーナード・トミック   | アドリアン・マナリノ       | 6–1, 3–6, 6–2           |
| 2014              | バーナード・トミック   | イボ・カルロビッチ         | 7–6(7-5), 3–6, 7–6(7-4) |
| 2013              | イボ・カルロビッチ     | アレハンドロ・ファジャ     | 6–3, 7–6(7-4)           |
| 2011-12: 開催なし |                        |                            |                         |
| 2010              | ジョアン・ソウザ       | アレハンドロ・ファジャ     | 4–6, 6–4, 6–1           |
| 2009              | オラシオ・セバジョス   | サンティアゴ・ゴンサレス   | 7–6(7-3), 6–0           |
| 2008              | マルコス・ダニエル     | イワン・ナバロ             | 6–3, 1–6, 6–3           |
| 2007              | サンティアゴ・ヒラルド | フラビオ・サレッタ         | 7–6(7-4), 6–2           |
| 2006              | アレハンドロ・ファジャ | アンドレ・サ               | 6–4, 6–2                |
| 2005              | ポール・カプデビル     | パブロ・ゴンサレス         | 6–3, 6–4                |
| 2004              | アレハンドロ・ファジャ | アドリアン・ガルシア       | 4–6, 6–1, 6–2           |
| 2002-03: 開催なし |                        |                            |                         |
| 2001              | フェルナンド・ビセンテ | フアン・イグナシオ・チェラ | 6–4, 7–6(8-6)           |
| 2000              | マリアノ・プエルタ     | ユーネス・エル・アイナウイ | 6–4, 7–6(7-5)           |
| 1999: 開催なし    |                        |                            |                         |
| 1998              | マリアノ・サバレタ     | ラモン・デルガド           | 6–4, 6–4                |
| 1997              | フランシスコ・クラベ   | ニコラス・ラペンティ       | 6–3, 6–3                |
| 1996              | トーマス・ムスター     | ニコラス・ラペンティ       | 6–7, 6–2, 6–3           |
| 1995              | ニコラス・ラペンティ   | ミゲル・トボン             | 2–6, 6–1, 6–4           |
| 1994              | ニコラス・ペレイラ     | マウリシオ・ハダド         | 6–3, 3–6, 6–4           |

### ダブルス
| 年                | 優勝者                                            | 準優勝者                                              | 決勝結果                   |
| ----------------- | ------------------------------------------------- | ----------------------------------------------------- | -------------------------- |
| 2015              | エドゥアール・ロジェ＝バセラン ラデク・ステパネク | マテ・パビッチ マイケル・ヴィーナス                   | 7–5, 6–3                   |
| 2014              | サム・グロス クリス・グッチョーネ                 | ニコラス・バリエントス フアン・セバスチャン・カバル   | 7–6(7-5), 6–7(3-7), [11–9] |
| 2013              | プラブ・ラジャ ディビジ・シャラン                 | エドゥアール・ロジェ＝バセラン イゴール・セイスリング | 7–6(7-4), 7–6(7-3)         |
| 2011-12: 開催なし |                                                   |                                                       |                            |
| 2010              | フランコ・フェレイロ サンティアゴ・ゴンサレス     | ドミニク・メファート フィリップ・オズワルド           | 6–3, 5–7, [10–7]           |
| 2009              | セバスティアン・プリエト オラシオ・セバジョス     | アレクサンダー・ペヤ フェルナンド・ビセンテ           | 4–6, 6–1, [11–9]           |
| 2008              | ブリアン・ダブル ラモン・デルガド                 | トマス・ベルッシ ブルーノ・ソアレス                   | 7–6(7-5), 6–4              |
| 2007              | マルティン・ガルシア ディエゴ・ハートフィールド   | フレデリコ・ジル ディック・ノーマン                   | 6–4, 3–6, [10–5]           |
| 2006              | エリック・ブトラック クリス・ドレイク             | ラモン・デルガド アンドレ・サ                         | 不戦勝                     |
| 2005              | マルコス・ダニエル サンティアゴ・ゴンサレス       | ゴラン・ドラギセビッチ Mirko Pehar                    | 7–6(7-4), 6–3              |
| 2004              | セバスティアン・キンテロ オスカル・ロドリゲス     | Gustavo Marcaccio ディエゴ・ベロネッリ                | 6–3, 6–4                   |
| 2002-03: 開催なし |                                                   |                                                       |                            |
| 2001              | マリアノ・フッド セバスティアン・プリエト         | マルティン・ロドリゲス アンドレ・サ                   | 6–2, 6–4                   |
| 2000              | パブロ・アルバノ ルーカス・アーノルド・カー       | フアン・バルセルス マウリシオ・ハダド                 | 7–6, 1–6, 6–2              |
| 1999: 開催なし    |                                                   |                                                       |                            |
| 1998              | ディエゴ・デル・リオ マリアノ・プエルタ           | Gábor Köves エリック・タイノ                          | 6–7, 6–3, 6–2              |
| 1997              | ルイス・ロボ フェルナンド・メリジェニ             | カリム・アラミ モーリス・ルアー                       | 6–1, 6–3                   |
| 1996              | ニコラス・ペレイラ ダビド・リクル                 | パブロ・カンパーナ ニコラス・ラペンティ               | 6–3, 7–6                   |
| 1995              | イジー・ノバク ダビド・リクル                     | スティーブ・キャンベル マラビーヤ・ワシントン         | 7–6, 6–2                   |
| 1994              | マーク・ノールズ ダニエル・ネスター               | ルーク・ジェンセン マーフィー・ジェンセン             | 6–4, 7–6                   |